# NGC 1980
NGC 1980 ist ein massearmer offener Sternhaufen mit Gasnebel im Sternbild Orion. Er hat eine Helligkeit von 2,5 mag und einen Winkeldurchmesser von 14 Bogenminuten.
Das Objekt ist etwa 1800 Lichtjahre vom Sonnensystem entfernt, eng am Orionnebel, besteht nur aus wenigen Dutzend Sternen und ist mit einem Alter von etwa fünf Millionen Jahren sehr jung.
Entdeckt wurde der Haufen am 31. Januar 1786 von William Herschel.